# Cañadón-Asfalto-Formation
Die Cañadón-Asfalto-Formation ist eine lithostratigraphische Formation in Argentinien. Aufschlüsse finden sich entlang des Río Chubut in der Provinz Chubut. Diese Abfolge kontinentaler Sedimentgesteine wird auf den Jura datiert und ist für ihre reichhaltige Fossilfauna bekannt, welche die Fossilien von Dinosauriern mit einschließt.

## Definition und geologischer Rahmen
Die Cañadón-Calcáreo-Formation zählt zum Cañadón-Asfalto-Becken, einem zum Somuncura-Massif gehörenden Sedimentbecken. Die Reichweite der Formation ist umstritten, wobei zwei konkurrierende Forschungsmeinungen existieren: Nach der ersten Meinung setzt sich diese Formation aus zwei Subformationen zusammen, den Las-Chacritas-Member, der aus lakustrinen (in Seen abgelagerten) Sedimenten des Mitteljura besteht, sowie den Puesto-Almada-Member, der aus hauptsächlich fluviatilen (durch Flüsse abgelagerten) Sedimenten des Oberjura besteht. Die zweite Forschungsmeinung klassifiziert den jüngeren Puesto-Almada-Member als eigenständige Formation, die als Cañadón-Calcáreo-Formation bezeichnet wird. Der folgende Text behandelt lediglich den mitteljurassischen Abschnitt der Formation (Cañadón-Asfalto-Formation sensu stricto), für den oberjurassischen Abschnitt siehe den Artikel Cañadón-Calcáreo-Formation.
Das Cañadón-Asfalto-Becken hat sich infolge des beginnenden Auseinanderbrechens von Südamerika und Afrika durch Extensionsbewegungen geöffnet, die Struktur wird als Hemigraben bezeichnet. Die Cañadón-Asfalto-Formation sensu stricto lagerte während des Syn-Rift-Stadiums ab, also gleichzeitig mit der tektonischen Aktivität des Hemigrabens. Im Gegensatz zur im Hangenden liegenden Cañadón-Calcáreo-Formation ist diese Formation tektonisch verfaltet.
Unterhalb der Formation liegt die Lonco-Trapail-Gruppe, welche aus der Cañadón-Puelman-Formation sowie der Cerro-Carnerero-Formation besteht.

## Alter
Die mitteljurassische Cañadón-Asfalto-Formation wurde in der Vergangenheit häufig auf das Callovium datiert, basierend auf Vergleichen der Fossilflora mit anderen Formationen. Jüngere Studien, die auf radiometrischen Datierungen und Pollenanalysen basieren, weisen allerdings darauf hin, dass die Formation deutlich älter ist und wahrscheinlich zwischen dem Obersten Toarcium und dem Untersten Bathonium zur Ablagerung kam.

## Lithologie
Die mitteljurassische Formation besteht hauptsächlich aus lakustrinen Sedimenten, vor allem aus dünnlagigen, mergeligen Peliten und Kalksteinen, denen gelegentlich basaltische Lavalagen und klastische Sedimente (Konglomerate und Brekzien) zwischengeschaltet sind.

## Fossilien
Das berühmteste Fundgebiet für Fossilien befindet sich im Umkreis des Dorfes Cerro Cóndor. Aus diesem Fundgebiet stammen die meisten Dinosaurierfunde der Formation, die unter der Leitung des Paläontologen José Bonaparte in den Jahren 1976 bis 1985 geborgen wurden. Fossilien der Formation schließen Wirbellose, Pflanzen sowie Wirbeltiere mit ein. Die häufigsten Wirbellosen der Formation sind Muschelschaler (Conchostraca) und Muscheln (Bivalvia). Die Wirbeltierfauna setzt sich aus Fischen, Froschlurchen, Schildkröten, Schuppenechsen, Krokodilen, Flugsauriern, Dinosauriern sowie Säugetieren zusammen. Dinosaurier der Formation schließen die Theropoden Piatnitzkysaurus, Condorraptor und Eoabelisaurus, den Heterodontosauriden Manidens sowie die ursprünglichen Sauropoden Volkheimeria und Patagosaurus mit ein.